# امبالاسری
امبالاسری (به انگلیسی: Ambalaseri) یک منطقهٔ مسکونی در هند است که در تامیل نادو واقع شده‌است.